# Robyn Archer
Robyn Archer, pseudonimo di Robyn Smith (Prospect, 1948), è una cantautrice e regista australiana.

## Biografia
Robyn Archer è salita alla ribalta negli anni 70 come performer di cabaret; da allora si è esibita in numerosi spettacoli quali I sette peccati capitali, L'opera da tre soldi, The Pack of Women e A Star Is Torn. È attiva anche come regista, avendo diretto in particolare per l'Adelaide Festival e Melbourne International Arts Festival, ed è direttrice creativa del Ten Days on the Island, festival d'arte da lei stessa creato. Ha vinto due ARIA Music Awards, un Helpmann Award ed è stata nominata Ufficiale dell'Ordine dell'Australia, Cavaliere dell'Ordine delle arti e delle lettere e Ufficiale dell'Ordine della Corona.

## Discografia

### Album in studio
- 1977 – Take Your Partners For... The Ladies Choice
- 1978 – The Wild Girl in the Heart
- 1980 – Tonight: Lola Blau
- 1980 – A Star Is Torn
- 1981 – Rough As Guts
- 1981 – Robyn Archer Sings Brecht (con la London Sinfonietta)
- 1984 – Robyn Archer Sings Brecht - Volume Two (con la London Sinfonietta)
- 1990 – Mrs. Bottle's Absolutely Blurtingly Beautiful
- 1993 – Ancient Wonders
- 1997 – Keep Up Your Standards